# 弗拉斯基尼剧院
弗拉斯基尼剧院（義大利語：Teatro Fraschini）是坐落在意大利帕维亚的歌剧院。它于1773年落成，现多用于戏剧表演。

## 结构

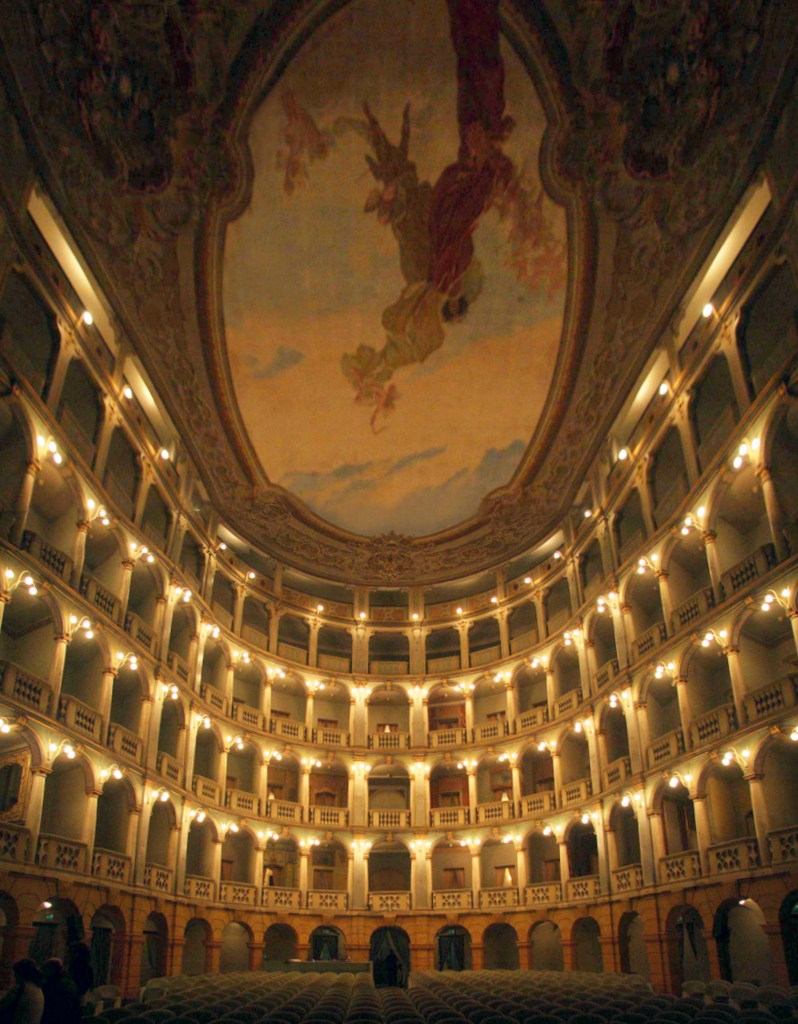
弗拉斯基尼剧院，由下至上的视觉角度。

按照18世纪的流行趋势，剧院的大厅几乎呈马蹄形，是巴洛克透视研究的艺术典范，可容纳409个座位。大厅的平面图是钟形的。在托斯卡纳柱式质朴的地面门廊上方，有三个盒子（多立克柱式、爱奥尼柱式和阁楼首都）和两个上层。巨大的木制天花板上有一幅珍贵的壁画是来自阿智利·萨比欧亚的创作，1909年由奥斯瓦尔多·比格纳米重建。舞台两侧的两个大型雕像是M. Forabosco的作品，分别代表音乐和诗歌。贵族的戏剧生活超越了参加演出的限制，并扩展到拥有专有包厢和客厅中的晚餐和棋盘游戏娱乐后台。